# Distretto di Kabato
Il distretto di Kabato (樺戸郡?) è uno dei distretti della Sottoprefettura di Sorachi, Hokkaidō, in Giappone.
Attualmente comprende i comuni di Shintotsukawa, Tsukigata e Urausu.